# Giro dell'Irpinia
Il Giro dell'Irpinia (detto anche Giro dell'Irpinia e del Sannio) è stata una breve corsa a tappe maschile di ciclismo su strada che si disputò tra il 1921 e il 1935 nella provincia di Avellino, in Italia.
La corsa nelle prime tre edizioni era suddivisa in due tappe, al termine delle quali veniva stilata una classifica generale. La prima edizione, nel 1921, fu vinta da Angiolo Marchi, che si aggiudicò anche la prima delle due frazioni. La seconda edizione fu invece vinta da Michele Gordini; in quella prova conquistò il podio Angelo Gremo, che vinse entrambe le frazioni in cui era suddivisa la competizione. La terza edizione fu vinta da Pasquale Di Pietro, dopodiché la competizione fu sospesa per qualche lustro.
Nel 1935 se ne svolse un'ultima edizione, aperta a indipendenti e dilettanti, stavolta in tre tappe (sul percorso Avellino-Ariano Irpino-Sant'Angelo dei Lombardi-Avellino, per complessivi 164 km) e sotto l'unica denominazione di Giro dell'Irpinia; il vincitore fu il dilettante Olimpio Bizzi, che fece sue anche due delle tre frazioni.

## Albo d'oro
| Anno      | Vincitore          | Secondo         | Terzo             |
| --------- | ------------------ | --------------- | ----------------- |
| 1921      | Angiolo Marchi     | -               | -                 |
| 1922      | Angelo Gremo       | -               | -                 |
| 1923      | Pasquale Di Pietro | -               | -                 |
| 1924-1934 | non disputato      | non disputato   | non disputato     |
| 1935      | Olimpio Bizzi      | Walter Generati | Cesare Del Cancia |